# Zbrucziwka
Zbrucziwka (ukr. Збручівка, hist. pol. Nowa Grobla, Nowa Hrebla) – wieś w rejonie wołoczyskim obwodu chmielnickiego.
W II Rzeczypospolitej stacjonowały tu jednostki graniczne Wojska Polskiego: we wrześniu 1921 w Nowej Grobli wystawiła placówkę 2 kompania 23 batalionu celnego.